# Reks
Reks, stylisé REKS, de son vrai nom Corey Isiah Christie, né le 23 août 1977 à Lawrence, dans le Massachusetts, est un rappeur américain. Son premier album Along Came the Chosen est publié en 2001 sur le label Brick Records. Reks a également collaboré avec Statik Selektah.

## Biographie

### Jeunesse et débuts
Né à Lawrence, dans le Massachusetts, Corey lance sa carrière musicale dans le breakdance durant son adolescence dans un B-boy crew local appelé Funk Town Connection. Très tôt marqué par le mouvement hip-hop, Reks y trouve un nouveau souffle de vie, à travers les artistes majeurs des années 1980–1990 comme KRS-One, Ice Cube et Slick Rick, entre autres, dont il s'inspirera plus tard.
Reks publie son premier album solo, Along Came the Chosen le 28 octobre 2001. Il publie avant son premier album, les singles I Could Have Done More et Fearless au début de 2001. Reks est nommé dans la catégorie de « rappeur de l'année » aux Boston Music Awards. Bien que cité dans des magazines comme The Source et XXL, Reks ne parvient pas à se populariser à l'échelle nationale. Après un album solo passé inaperçu, Rekless (2003), Reks publie son quatrième album, Grey Hairs, en 2008. Celui-ci rencontre un vif succès, principalement aux États-Unis, grâce notamment aux productions de certains grands noms comme DJ Premier ou encore Large Professor. C'est avec le single Say Goodnight, produit par DJ Premier, que Reks rappelle à tous les amateurs de hip-hop son talent.

### Derniers projets
Reks collabore notamment avec DJ Premier, Styles P, Alchemist et Hi-Tek pour son album Rhythmatic Eternal King Supreme publié en 2011. Il est suivi de l'album Straight, No Chaser, qu'il annonce début 2012, accompagné d'une liste de titres et d'une couverture,. Mi-2012, Reks annonce la publication prochaine de son premier album collaboratif, REBELutionary. L'album est annoncé pour juillet 2012 et produit par Numonics. Il est publié le 23 juillet 2012, contient 18 chansons, et fait notamment participer les rappeurs J Nics, Jon Connor, Termanology, Krondon, Sene et Koncept.
Début 2013, Reks annonce la publication de son nouvel album, Revolution Cocktail, en téléchargement. L'album est publié le 2 juillet 2013 et fait participer Bishop Lamont, BoyCott Blues, C Scharp, EZDread, J Nic$, J Tronious, Big Pooh (de Little Brother), Sin, Singapore Kane, The Benchwarmers et Clique. Par la suite, Reks annonce un nouvel album intitulé Eyes Watching God. Avant la sortie de l'album, Reks publie la mixtape All Eyes on Reks avec Hazardis Soundz. Le projet contient 14 chansons dont le single Unholy et fait participer CityBoy Dee, Deejay KNS, DJ Heron, Dutch Rebelle, Easy Money, EzDread, Fredro Starr, Knowledge Medina, Ming, N.O.R.E., Ruste Juxx, Saigon, Termanology et Venessa Renee. L'album Eyes Watching God est publié le 15 juillet 2014.
En mars 2015, Reks participe à l'émission 106 and Park sur la chaîne américaine BET.

## Discographie

### Albums studio
- 2001 : Along Came the Chosen
- 2003 : Rekless
- 2005 : Happy Holidays
- 2008 : Grey Hairs
- 2011 : Rhythmatic Eternal King Supreme
- 2012 : Straight, No Chaser
- 2012 : REBELutionary
- 2013 : Revolution Cocktail
- 2014 : Eyes Watching God
- 2016 : The Greatest X
- 2018 : Order In Chaos
- 2020 :  T.H.I.N.G.S. (The Hunger Inside Never Gets Satisfied)

### Compilation
- 2009 : More Grey Hairs

### Mixtapes
- 2010 : In Between the Lines
- 2011 : In Between the Lines 2
- 2014 : All Eyes on REKS